# Muldestausee (gemeente)
Muldestausee is een gemeente in de Duitse deelstaat Saksen-Anhalt, en maakt deel uit van de Landkreis Anhalt-Bitterfeld.
Muldestausee telt 11.607 inwoners.

## Ortsteile

Pouch
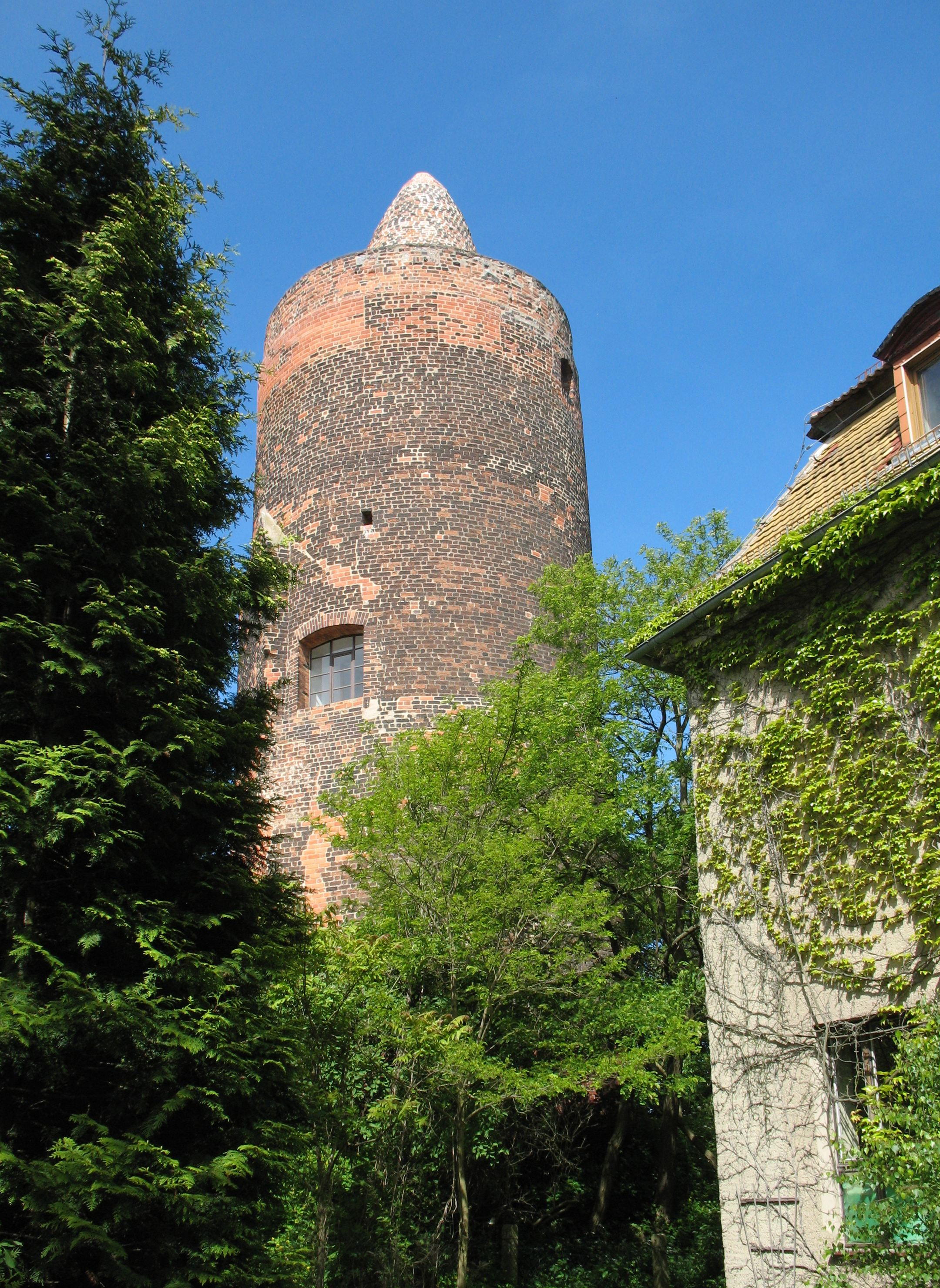
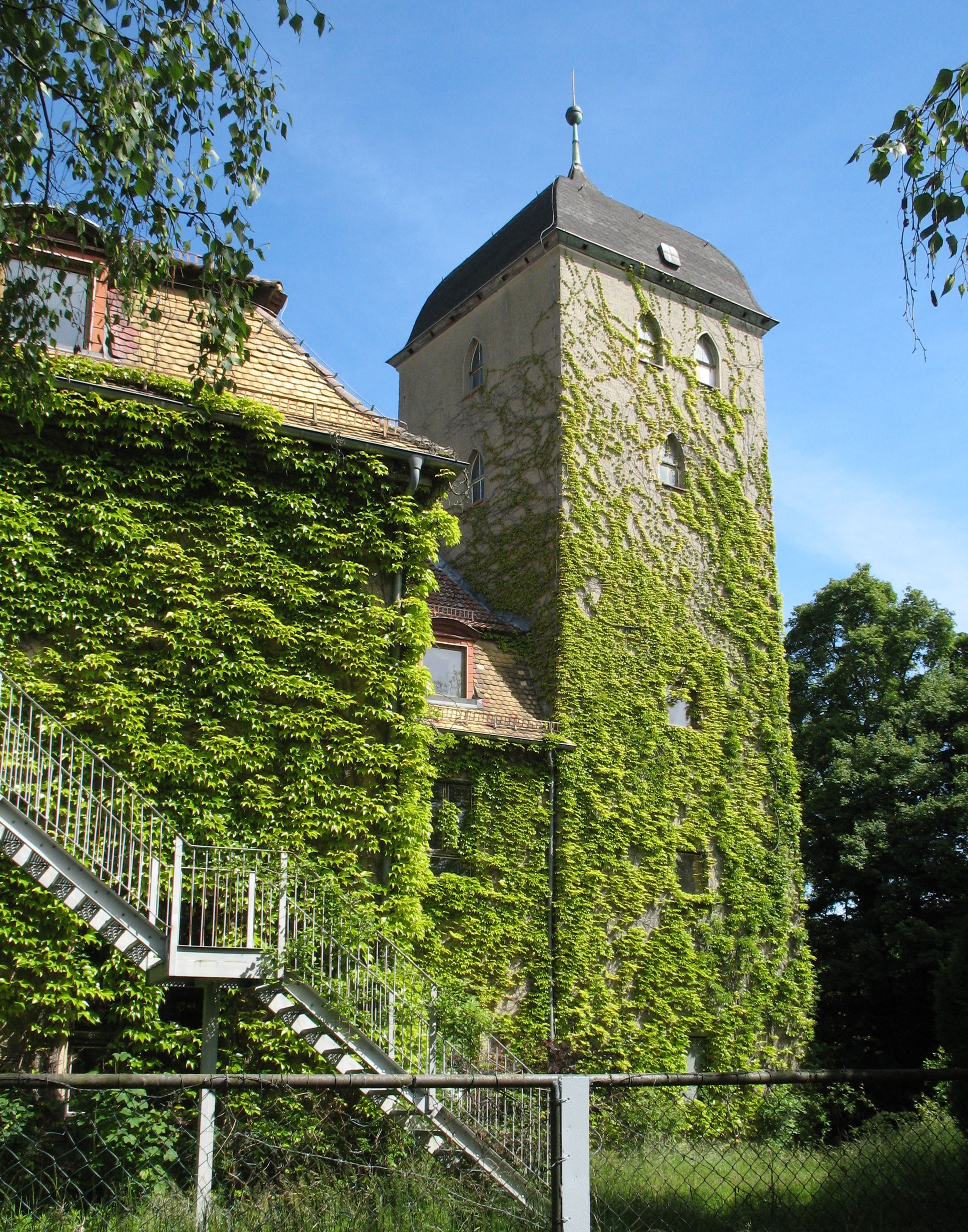
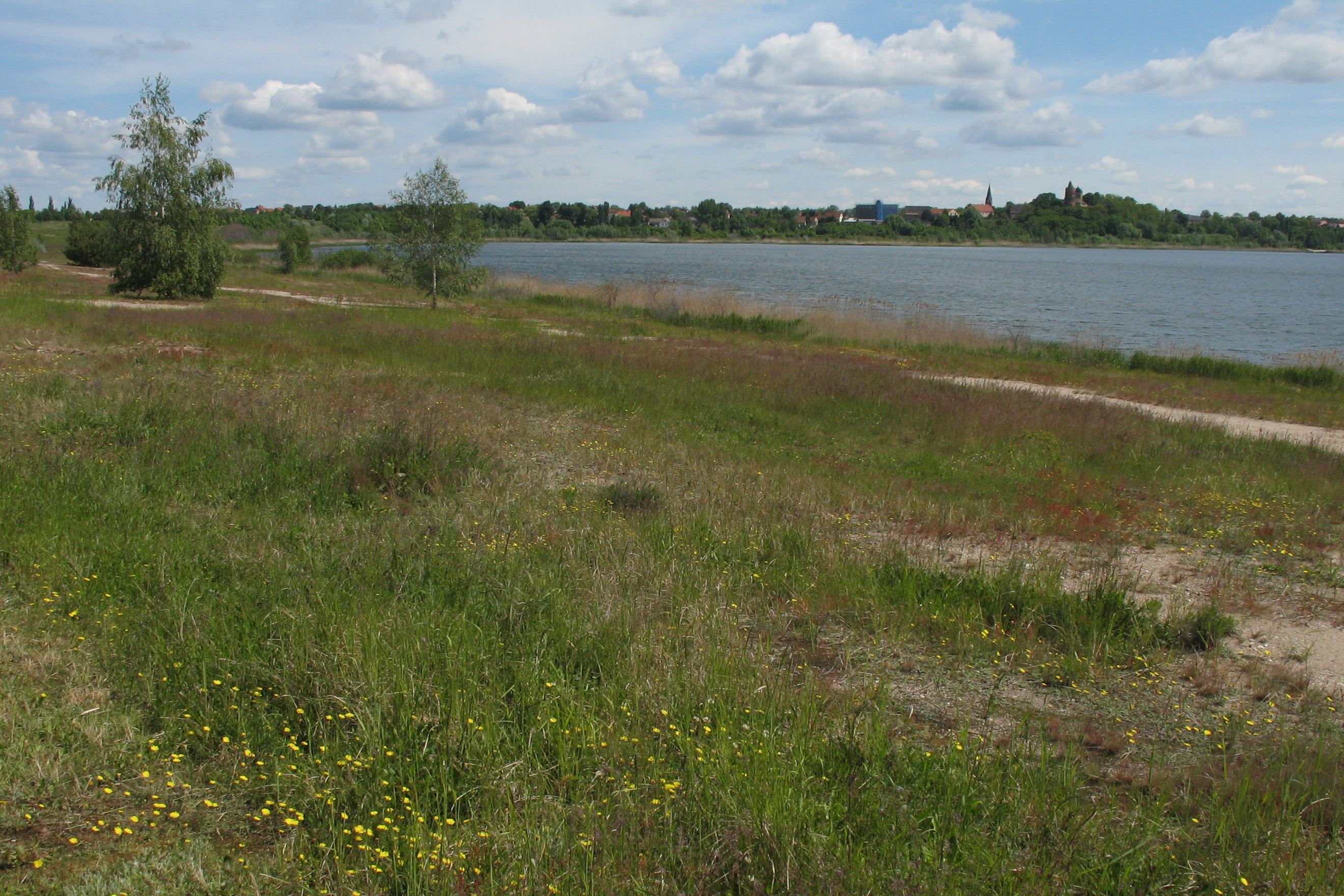
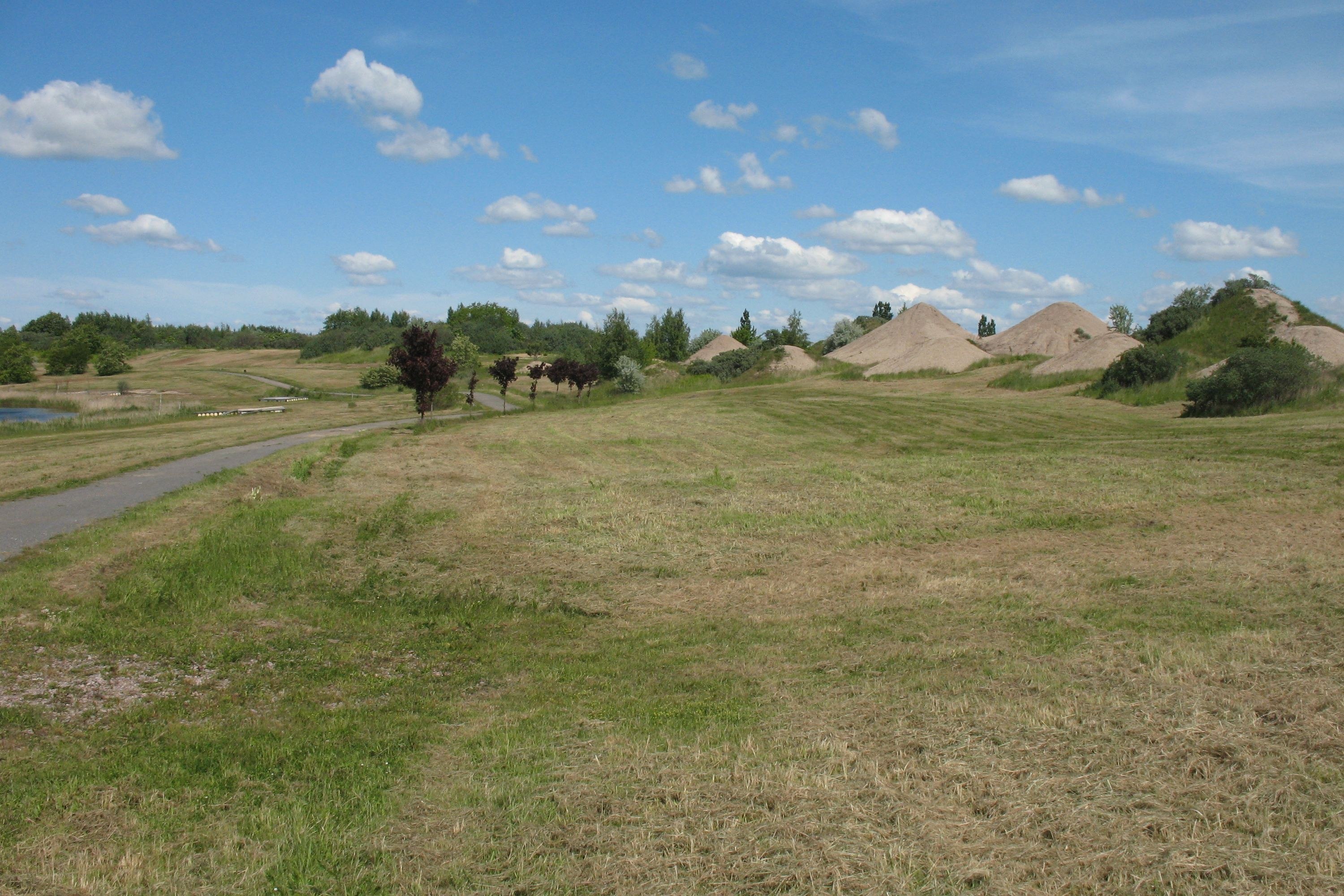
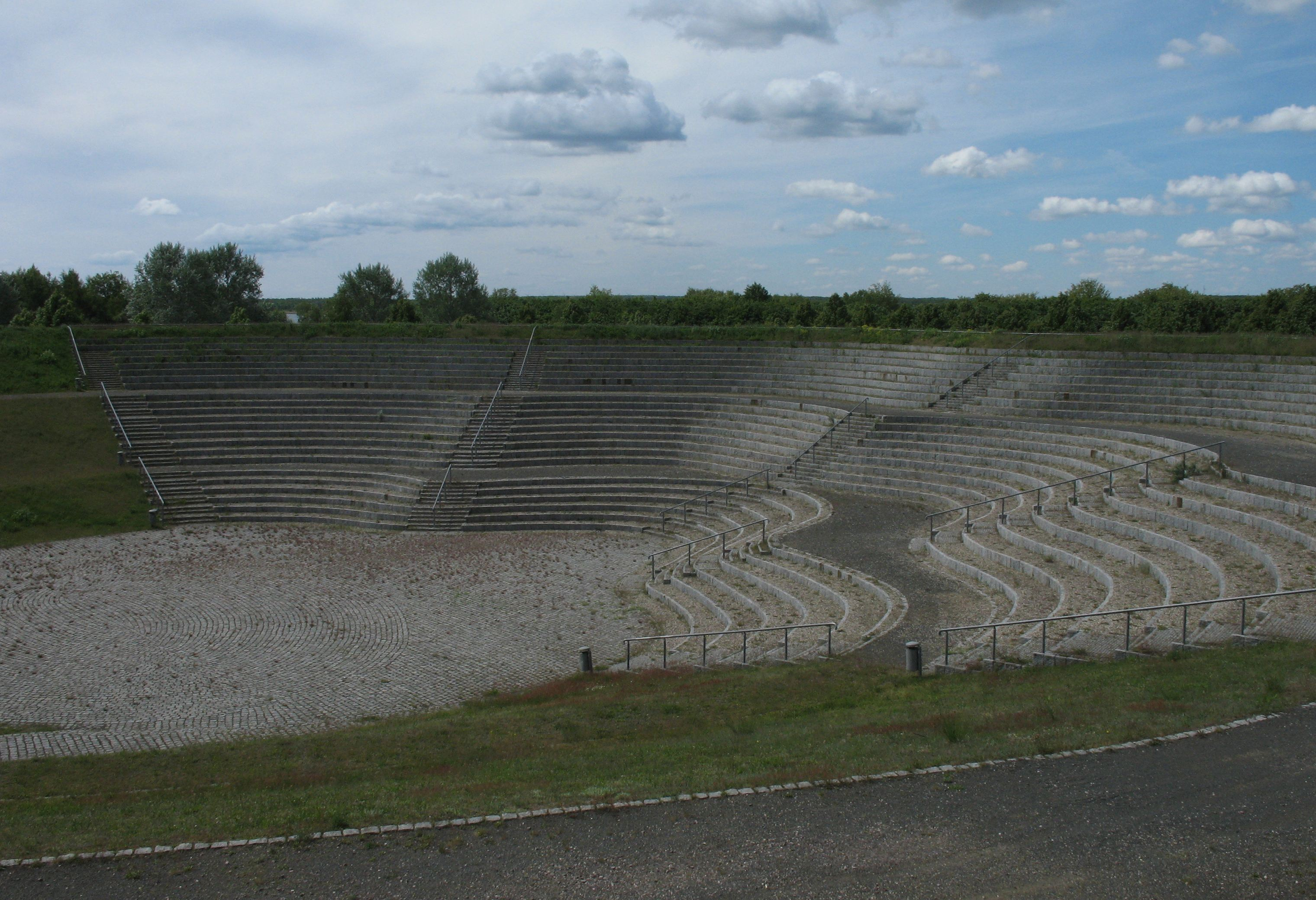

1. Burgkemnitz
2. Friedersdorf
3. Gossa
4. Gröbern
5. Krina
6. Mühlbeck
7. Muldenstein
8. Plodda
9. Pouch
10. Rösa met Brösa
11. Schlaitz
12. Schmerz
13. Schwemsal met Schwerz

- Pouch

Aken ·
Bitterfeld-Wolfen ·
Köthen ·
Muldestausee ·
Osternienburger Land ·
Raguhn-Jeßnitz ·
Sandersdorf-Brehna ·
Südliches Anhalt ·
Zerbst/Anhalt ·
Zörbig